# Халф Мун Бей
Халф Мун Бей или Залива на полумесеца (на английски: Half Moon Bay) е град в окръг Сан Матео, района на залива на Сан Франциско, щата Калифорния, САЩ. Халф Мун Бей се намира на Тихия океан.

## Население
Халф Мун Бей е с население от 11 842 души.

## География
Общата площ на Халф Мун Бей е 16,80 км2 (6,50 мили2).